# イン・ユア・アイズ 近くて遠い恋人たち
『イン・ユア・アイズ 近くて遠い恋人たち』（原題:In Your Eyes）は2014年に配信されたアメリカ合衆国の恋愛映画である。製作総指揮および脚本はジョス・ウェドン、監督はブリン・ヒル。主演はゾーイ・カザンとマイケル・スタール＝デヴィッドが務めた。本作は2014年4月20日に全世界へ一斉に配信されるという当時としては珍しい形態で封切られ、劇場公開されたのは日本だけであった。
レベッカとディランは幼いころから時折、"知らない誰か" が感じていることを自分の感覚として感じることがあった。大人になった2人がある日、テレパシーの交信でしっかりと繋がり、相手が見ているものが見えるだけでなく、声に出せばはっきりと会話することもできるようになることで始まる、甘くて切ないラブストーリー。

## ストーリー
アメリカ北東部のニューハンプシャー州。少女レベッカは母に連れられ、そり遊びをしている。その頃、遠く離れたアメリカ南側のニューメキシコ州の小学校の教室で授業を受けていた少年、ディラン・カーショウは頭が良く成績優秀な子だが、突然幻覚のようなものを感じる。なぜか自分がソリに乗って疾走していると感じたのである。レベッカが体験していることをそのまま自分の体験として感じることができるようになったのである。ソリのハンドルが壊れコントロールを失いレベッカが樹木に激突し頭部を負傷した瞬間、ディランも教室の座席から飛ばされ床に叩きつけられて意識を失った。しかし、当のレベッカはディランと意識を共有していることに気が付いていなかったし、ディランも自分が感じたことがレベッカの感覚だとは知らなかった。
それから20年後の現在、ディランはオンボロのトレーラーハウスで暮らしており、青春時代に幼馴染の悪友に誘われ窃盗犯となり逮捕され裁判で2年の刑となり監獄に入ったが今は仮釈放され保護観察下で保護観察官に口うるさく生活指導され、職も転々としており2ヶ月前から自動車の洗車の退屈な仕事をしており、おまけにいわゆる奥手なので女性と長く付き合ったことも無く独身であり、ため息ばかりついて暮らしている。レベッカのほうは、病院の院長をしている医師のフィリップと結婚し、夫の優雅な邸宅で暮らしているものの、上流階級の社交生活に馴染めず、庶民育ちのレベッカは夫から社交の作法に関して注意されるたびに肩身が狭い思いをし、暗い表情になることが多い。2人ともこの世には自分の居場所が無いと感じている。
その晩もレベッカは夫に同伴して地元の有力者の邸宅で開催される立食形式の社交パーティに参加し、その家の婦人のダイアンやその他の上流階級の婦人たちが輪になって噂話をしているのを、眠気をこらえて聞く。その時、ディランのほうは、はるかかなたのニューメキシコの酒場におり、賭けビリヤードで "負け" が続き有り金を使い果たしてしまい、プレー相手がプレイを続けろと無理な要求をするのを断って場を離れたが、恨んで怒った相手がディランの背後からビリヤードのキュー（突き棒）で肩あたりを思い切り殴り、ディランは飛ばされ床に倒れてしまう。その瞬間、ニューハンプシャーのパーティー会場にいるレベッカも、背中に激痛を感じ飛ばされ床に倒れ、殴りかかった男の怒っている顔が見え、レベッカはそれを恐怖の眼で見る。パーティー会場の周囲の人々は、レベッカが突然倒れて空中を恐怖の眼で見るので、レベッカが変になったと感じる。レベッカとディランは今も感覚が繋がっている。だが二人とも互いに繋がっていることに気がついていない。レベッカは、自分は幻覚を見たと思っている。
レベッカの夫フィリップはレベッカのことを心配するが、同時に苛立ちも感じる。社交の場を妻にぶち壊しにされたと感じ苛立ちを感じたフィリップは、自宅へ向かう車の中で「もし今度発作を起こす時はあらかじめ言ってくれないか。皆を面食らわせたじゃないか。」と言う。フィリップは上流階級の人なので、比較的上品な言い回しで包み込んで気持ちを伝える習慣がある。だが言い方はともかく、レベッカは自分が責められていることが分かっている。レベッカは、幻影を見たと仮に夫に言ったとしても分かってもらえず気が変になったと疑われてしまうと思い、「筋肉が痙攣を起こした」と言って取り繕おうとするが、フィリップは「でも、あの表情はないだろう」と言い、納得しない。フィリップはレベッカが学生だったころに講師として出会い交際が始まり、レベッカが大学卒業後に世の中に適応できなくなり精神的危機に陥り3ヶ月入院した際にフィリップが付き添って面倒を見るうちに一種の保護者のような存在になり結婚に至った経緯があるが、妻はまた以前のように精神的に不安定な状態に陥り発作を起こすようになったのではないか、と危惧する。「あの時とは違う」とレベッカが言ってもフィリップは納得せず、夫婦に険悪な空気が漂う。フィリップは怒るとレベッカに指一本触れもせず背を向けて距離を置いて眠るが、その晩もそうされ、寂しく感じたレベッカはダブルベッドをそっと抜け出す。世間から立派な邸宅と思われている家でも、夫から冷たくされると、途端に辛くて寂しい場所になってしまい、キッチンの窓から見えるニューハンプシャーの寒々とした冬景色は、レベッカの今の心の風景でもある。一方、かなたのニューメキシコにいるディランは酒場からトボトボと歩いてオンボロの自宅に向かうが、ディランが眼にしているニューメキシコの乾燥して荒れた土地も、立ち寄った廃車置き場の壊れて捨てられた自動車もディラン自身のように見え、ディランの今の心の風景である。
翌朝、ディランのほうは職場の洗車場に向かうために車を運転している。一方、レベッカは自分を慰めて気を立て直すため、地元のランジェリーショップでショピングを楽しんでいる。ディランの車のカーステレオからは、頭の中の花...だとか、ビ・イン・マイ・アイズ（君を見ていたい）...という歌詞の歌が聞こえている。レベッカも同じ歌をくちずさんでいる。ディランがラジオのチャンネルを変えようとしてカーステレオのスイッチに手を伸ばすと、自分の手の背後に、女性の手と女性のランジェリーの幻影のようなものが重なって見えて戸惑う。同時にレベッカにも自分の手の背後に男の手とカーステレオの幻影のようなものが見えて戸惑い、続いて道路が見え、自分が対向車線にはみ出して対向車と正面衝突しそうになっている映像が見えたので、反射的に「危ない！」と大声で叫ぶ。ディランは「危ない！」という声が聞こえたのでハッとしハンドルを切って正面衝突を回避する。二人とも最初、自分に見えているものや聞こえている声は自分の心が作り出した幻覚かと疑ったが、会話を重ねるうちに相手が実在している人間だと理解できるようになり、それぞれニューハンプシャー州エクセターとニューメキシコ州に住んでいることを知る。レベッカはテレパシーの交信を思い通りに繋いだり切断できると気づく。ディランの仕事があるので、一旦テレパシー交信を切断し、夜に再開し、互いに名前を名乗ることで互いの名を知り、相手に見えるものを見て、レベッカが整然として優雅な邸宅に暮らしていて結婚していることをディランは知り、ディランが衣類や荷物が散らかるトレーラーハウスに暮らしていることをレベッカは知る。ディランはふと自分が少年時代に感じた、ソリで樹木に激突した感覚を思い出し、レベッカに確認し、それがレベッカの体験だったと知り感動し、レベッカは二人が20年も前から繋がっていたことに驚き、その不可思議に思いを巡らす。二人は自分が幼少期や十代に感じていた感覚のことをひとつひとつ思い出しては相手に確認する。たとえばレベッカが最初の彼氏に振られて落ち込んだ時にはディランも1ヶ月ほど落ち込んで何もできなくなってしまったし、ディランが窃盗で逮捕され拘置された時はレベッカもそれを自分の体験のように感じ最悪の気分を味わっていた。当時は、自分はただの幻想や悪夢を見ているのだと思い込んでいたことや、だが漠然とではあるが、誰かが一緒にいる、と感じていたことも思い出す。二人は、それまで互いの腕ばかり見て顔を知らないことに気づき、テレパシーで繋がった状態で鏡に映る自分の顔を見て、初めて互いの顔を知り、ディランはレベッカがとても美しいことに惹かれ始め、レベッカはディランの表情に滲み出る人柄の良さに好感を感じ始める。二人は昼も夜もテレパシーの会話を重ねるうちに急速に距離を縮めてゆき、人生で初めて共感しあえる相手と繋がれた、と感じ、まるで付き合い始めたばかりの若い恋人たちように、ウキウキとした時間を過ごす日々を重ねる。互いの知らないことや足りない部分を補い助け合うようになり、ディランは自動車整備の知識でレベッカを助け、レベッカは断捨離の知識でディランがトレーラーハウスの周囲や室内のゴミを捨て整理整頓するのを助ける。二人は相手の役に立てることで人生に張り合いを感じる。まるで世界がすっかり変わったように感じられ、二人は表情も明るくなってゆく。ディランはトレーラーハウス前に庭を整え花を植える。レベッカと繋がったことでディランの心の風景は変わり、ディランの心は「寂しかった僕の庭に、花が咲いた」と感じているようである。レベッカのほうも自分の庭に楽しげな男の子風の雪だるまを作る。レベッカの心も「寂しかった私の庭に、楽しい男の子がやってきた」と感じているようである。
だが二人は、周囲の皆からは空中に向かって会話をしたり幻覚に反応しているように見え、気が変になったと疑われるようになる。レベッカは、テレパシーの能力を得てある人と交流していると説明したとしても誰にも到底信じてもらえるはずがないと思い、夫フィリップにも正直に説明していなかった。また、深く考えないようにしてはいたが、結婚している身でありながら夫を欺いて夫に内緒で夫以外の男性と毎日親しく長時間会話することは本当は罪なことだと薄々自覚していたので、なおさら夫に正直に説明できなかった。レベッカが本当のことを言わないものだから、なおさらフィリップはレベッカが精神異常になったのではないかと疑い、ひそかに友人の精神科医メイナードに相談し、レベッカをさりげなく観察して病状を判断してほしいと頼んでいた。メイナードは統合失調症の患者にナルコレプシーという処置をほどこすことを最近研究している医師である。メイナードは偶然会った際にレベッカのしぐさを見て、レベッカには自分を護るような身振りが見え、居心地が悪いと感じているようだ、何かが変だ、とフィリップに言う。
レベッカは、ディランが暮らしている世界を感じることが楽しくてしかたない。ディランとテレパシーで繋がると、我を忘れてディランの世界に没頭する。まるでカウチやベッドに座ってポテトチップスを食べながら見ている人々がテレビの前でお気に入りの連続テレビドラマの主人公に感情移入してブツブツとつぶやいたりお気に入りのスポーツチームを応援するような感覚で、ディランの世界や行為についてコメントを連発する。ディランが行きつけの酒場で身体の大きな男たちに威圧されれば「ファック・ユアセルフ！（くたばれ！）」と言ってみたり、あるいはディランにそう言わせようとしたり、酒場で出会うドナがディランに手を振り近づいてくれば、女性との上手な会話のしかたを教えることでドナを自宅での食事に誘えるように導き、まるでスポーツチームのサポーターや選手のファンが自分の応援が役立っていると感じている時のように興奮する。
ディランが自宅でドナとデートする日、レベッカはあいにくと、夫の資金集めのための重要な、着座形式の格式張った社交ディナーパーティーに同伴する。だがレベッカは、夫の資金集めよりもディランのデートのほうが気になってしかたなく、会話を一方的に打ち切って会場から抜け出してディランの料理や服装についてアドバイスしたり、あるいは会場に戻っても大切な出資者との会話をおざなりにする。おまけに、あまりに感情移入してコメントをしすぎてしまう。ドナが、ディランが調理したステーキソースの鍋を覗き込んで「おぇっ、まずそう」と言うのを聞くと腹を立てて「バカ女」とコメントしてディランを困惑させ、ディランがせっかく高級レストランを真似てステーキを上品にレアに焼いてフランス料理風のソースをかけようとしているのにドナが「ステーキは焦げるくらい焼いてケチャップを山ほどつけて食べるのが好き」と無神経でダサいことを言えば「はぁ（溜息）。でしょうね！！（そういう無粋なことを言う女だと思ってたわよ）」とコメントする。ディランにはレベッカのコメントがゴチャゴチャと聞こえ続けるので、眼の前のことに集中できず、うっかりフライパンを炎上させてしまい炎が手元にまで及ぶ。その瞬間、レベッカは手が焼ける感覚を感じて反射的に手を払う動作をするのでテーブル上のグラスがいくつもガシャンと大きな音を立てて割れ、「熱いっ！ 熱いっ！」と大声で叫び、レベッカの叫び声とガラスが割れる音に反応して周囲の人は反射的に飛び上がり、会場を騒然とさせてしまっているのにレベッカはそれに気づかずディランの世界にいるつもりで「シンクへ！シンクヘ！！ フライパンをシンクに入れて！」と大声で叫び続ける。空中に向かって叫び続けるレベッカは周囲の人々から気が変になったと一層思われるようになり、レベッカの夫の大切な資金集めの社交パーティーも台無しである。レベッカはディランがフライパンを炎上させたことを怒り、二人は口喧嘩状態になる。結局ディランのデートのほうもディランが幻覚の女性と会話や喧嘩を続けているように見えるので、ドナは気味悪がってすぐに帰ってしまい大失敗に終わる。
夫フィリップは、レベッカに2度連続で社交パーティーを台無しにされたと感じ、怒り心頭で口をきいてくれず帰宅しても無言を続けるので、夫の怒りを鎮めるため自分に起きていることを可能な範囲で説明しようとして「景色が違って見えることが最近続いているの。まるで... なんと言えばいいのか...脱皮しているような感じがするの」と比喩で言う。それを聞いたフィリップは傷ついた表情、そしてレベッカを疑うような目つきになり「脱皮？ ...私から脱皮しようとしているのか？」と言う。フィリップが傷つき猜疑心を持ち始めたことを眼を見て敏感に感じ取ったレベッカは咄嗟にフィリップを癒そうと、フィリップの口に優しい口づけをする。フィリップはレベッカに口づけされた途端に怒りが消え、苦笑する。怒りが鎮まるとレベッカを愛する感覚が戻り、唇に肉感が残るフィリップはレベッカをベッドに誘い、この夫婦はセックスをする。愛し合う夫婦がするような、ごく普通のセックスをする。夫婦破綻の危機はとりあえず回避された。レベッカはフィリップが眠るのを見届けてからベッドを抜け出して、まだ身体にセックスの余韻が残り火照っている状態で、別室でディランとテレパシーで繋がる。ディランはレベッカの身体が火照っていること、少し汗ばんでいること、身体から甘い香りがしていることを指摘する。「さっきまで"夫婦の営み"をしていたの」と言うレベッカは、身体の火照りやセックスの時に身体から自然と漂う甘くてエッチな香りまでディランと共有していることを知り、恥ずかしくも嬉しく感じ、身をくねらせ、恥ずかしいので話題をすぐに変え、ディランのデートが自分のせいで失敗したと詫び、二人は互いに赦しあい、仲直りする。「おやすみ」の挨拶を交わすものの、互いが愛おしくてたまらず二人ともテレパシー交信を切断する気になれず、「おやすみ」...「おやすみ」...「おやすみ」...と、まるでラブラブ状態の恋人たちの電話のように、「おやすみ」を繰り返す。
翌日の夕刻、レベッカは自宅物置の倉庫でものを探している。レベッカは数日前からディランに自分の昔の写真アルバムを見せて二人で思い出話をしたいと思っていた。だがそのアルバムを置いたはずの棚を探してもなぜか見つからない。夫フィリップは「メイド（家政婦）が捨ててしまったのもかも知れない」とびっくりするようなことを言うが、探すのを手伝おうか、とも言う。フィリップの出勤後に広い邸宅中をくまなく探しても見つからず、おそらくフィリップが言ったことは嘘で、本当はフィリップが隠したか、あるいは捨ててしまったのだろうと感じる。レベッカは昔のアルバムを見ると毎度辛い過去を思い出して気が変になってしまう、ということをフィリップは何度も見て知っているから、捨ててしまったのかも知れない。フィリップが良かれと思ってやっていることはレベッカにも一応分かっている。フィリップが保護者にようになってくれて、ひとつひとつ、辛い環境を遠ざけたり悪い記憶を思い出さないようにしてくれたおかげで、今まで自分は生き延びてこられた。でもさすがに写真アルバムまで捨てられてしまっては、自分の中身も過去も全部捨てろと命じられているようで、もう自分が壊れてしまいそう、と感じる。レベッカはその晩、辛さをまぎらわすために酒を飲み、ディランとテレパシーで交信し、酔った勢いで、自分の育った辛い家庭環境、父は怖い人だったので母も自分も怯えて暮らし、自分は怖い人を怒らせないように振る舞う習性を身につけてしまったことや現在の苦しい心境を打ち明ける。ディランはレベッカの身になって聞いてくれる。ディランからは、兄や母親を失望させ捨てられてしまったことや、自分が唯一自分に誇れるのはレベッカと繋がっていることだけだ、と気持ちを打ち明けられ、レベッカの頬には涙が流れる。ディランを愛おしい、癒やし癒やされたい、もっとディランのことを感じたい、と思い、鏡の前に立ち自分の眼を真剣に見つめる。ディランには、" ディランを見つめるレベッカ "が見えているはずだ。見つめられたと感じたディランは言う「こんなことを言っては軽薄と思われるかも知れないが...君はかわいすぎる... 君は結婚していて、僕は仮釈放の身。ああ！　それでも時々思うんだ...君はかわいすぎる、と」。すでにディランの性格が分かっているレベッカには、奥手で口下手なディランが彼なりに精一杯の愛の告白をしているのだと分かる。レベッカは意を決してテレパシーで繋がったまま下着姿になり鏡に映してディランに見せて、ベッドに入り自分の身体のあちこちに触れ、二人は互いにその感覚を味わう行為、つまり自分の肉体を -下半身も含めて- 相手に感じてもらい、相手の肉体を感じるという、きわめて親密で、官能的な時を過ごす。
レベッカの町の上流階級の婦人たちは、暇を持て余して生きており、嫉妬深く、周囲の家庭の不倫を噂話にしてこき下ろして盛り上がったり告げ口する下世話な習性があるが、そのひとりダイアンはデッサン教室でレベッカが見せるテレパシーの会話や幸せそうな表情を見て、「浮気をしているのね。それなら全ての説明がつくわ」と決めつけ、「フィリップが可愛そう！」と言う。レベッカは浮気はしていないと強く否定して立ち去ったものの、浮気というレッテルを張られたことやフィリップの名を出されたことで、いまさらながら不倫という観点やフィリップの気持ちを強く意識するようになる。夜中、フィリップとダブルベッドで一緒に眠り、フィリップがレベッカのお腹に額を寄せるようにして安心してすやすやと眠っているその背中に手をあてて、あらためて自分がしていることを考えてみると、自分がやっていることはフェアではない（インチキをしている。ルールを守っていない）、と思え、ディランとほぼ不倫関係のような状態になってしまったことに強い罪悪感を覚える。フィリップに知られていない今ならまだやり直せる、そうすべきだ、と思う。
ところが、ダイアンは「安心して、私は口は堅いから」と言っていたのに、翌日、おせっかいなことにフィリップの職場にまで押しかけて告げ口をする。フィリップはその告げ口を聞き、レベッカにいわゆる不倫関係、肉体関係の男性がいる、愛する妻レベッカに裏切られた、と感じ、深く苦悩する。
夫にそんなことが起きているとは知らないレベッカは、ディランとの関係を清算するために、ディランと最初にテレパシーで繋がった場所、すなわち少女時代にソリの事故で負傷したゲレンデに行きディランとテレパシーで交信し、自分が生きているのはかつて精神的危機の際にフィリップが3ヶ月ずっと寄り添って支えてくれたおかげなのに、その恩人でも夫でもあるフィリップを欺いて、このような関係をディランと持っていることはフェアじゃない（正しくない）、もうこんな関係は続けられない、私は夫のフィリップと向き合う、と泣きながら言う。それを聞いたディランも涙目になり、自分はレベッカと繋がって人生を初めてリアルに感じられたのに、それを一方的に諦めろと言うことのほうがよほどフェアじゃない、君との関係無しに僕にどうやって生きてゆけと言うんだ？ と言う。だがレベッカは、あなたは独りでも大丈夫、あなたは素晴らしいところだらけだもの、私が驚嘆していたこと知っていたでしょう？　一生忘れないわ、と言ってテレパシーの交信を断ってしまう。
すでに愛しあうようになったからこそ、もう繋がっているわけにはいかない、と考えたレベッカ。苦しむディラン。
ディランの幼馴染のボーとライルは、幼いころからディランを犯罪行為に巻き込んでいる。ディランが小学生だったころに酒を盗んで飲酒をするために見張りをさせたのもボーとライルであるし、ディランに窃盗の片棒をかつがせて鍵開けを担当させ、逮捕される原因を作ったのもボーとライルである。ディランはボーとライルにいいように利用されてしまっている。見張りや鍵開けなど、捕まる可能性が高いことをさせられている。ディランだけ逮捕・投獄され、ボーとライルは逮捕を免れた。そのボーとライルは最近、「倒産したG.T.S.社の倉庫はスーパーボウルの日に無人状態になるので簡単に盗める」と言ってディランに鍵開けをさせようとして執拗に接触してきている。ディランは今、仮釈放の身であり、保護観察官のギドンズにボーやライルと接触していると知られるだけでも監獄に戻されてしまうし、もし窃盗をして再度逮捕されれば今度は相当の長期刑を上乗せされ、ディランの人生は立ち直ることが困難なほどに破壊されてしまう、ということをディランは分かっている。レベッカと交流するようになって考え方が変わるようになり、レベッカに見られても恥ずかしくないことをしている人間になりたいと感じるようになったディランは、ボーとライルから距離を置きたいと思うようになったが、ボーとライルは執拗で、「計画を知ったからには、やってもらう」とか「付き合いが長くても容赦しないぞ」などと脅してくる。ボーとライルは非常に暴力的で手加減を知らないし、もしディランが鍵開けを断れば、少なくとも半殺しにされ大怪我を負うことになるだろうし、もしかすると殺されてしまうかも知れない。つまり、犯罪に加担してもおそらく身の破滅を招くであろうし、犯罪への加担を断っても身の破滅が待っているだろう。ディランの身に破滅の日が迫ってきている。逃れる方法は無いのか？ 悩むディラン...
一方、フィリップに再度相談された精神科医のメイナードは、レベッカを精神病院に強制入院させようとしていた。メイナード医師は最近ナルコレプシーを研究しており、その手法を使い患者の記憶を消してしまうことができる医師であるので、レベッカはこのままでは記憶を消され、中身が無い宣伝用バルーン人形のようにされてしまうだろう。レベッカにも破滅が迫ってきている...

## キャスト
- レベッカ・ポーター：ゾーイ・カザン
- ディラン・カーショウ：マイケル・スタール＝デヴィッド (en:Michael Stahl-David）
- フィリップ・ポーター：マーク・フォイアスタイン - レベッカの夫で、医師、病院の院長。
- ボー・ソームズ：スティーヴ・ハウィー - ディランの幼馴染、悪友。
- ライル・ソームズ：デヴィッド・ギャラガー - ディランの幼馴染、悪友。
- ギドンズ：スティーヴ・ハリス - ディランの保護観察官
- ドナ：ニッキー・リード - ディランの行きつけの酒場に頻繁に来店する女性。ディランに好意を抱いている。
- ブース：マイケル・イェバ - 警察所長
- メイナード医師：リード・バーニー - 精神科医
- ウェイン：ジョー・アンガー - 酒場の店主
- ドロシー：タマラ・ヒッキー - 上流階級の婦人
- ダイアン：ジェニファー・グレイ - 上流階級の婦人

## 製作

### 脚本、プロダクション
ジョス・ウェドンがこのストーリーを着想したのは彼がL.A.に引っ越したころであり、1992年ころに脚本を書き、その後20年にも渡る長い年月をかけて何度も手直しをした（と知っている、と自身も脚本を書くゾーイ・カザンはインタビューで語った）。
当映画の制作会社のベルウェザー・ピクチャーズ社（Bellwether Pictures）はジョス・ウェドンの会社であり、小予算の作品を作る会社である。

### キャスティング
2012年1月17日、アビゲイル・スペンサーが本作に出演するとの報道があった。2月15日、ゾーイ・カザン（降板することになったスペンサーの代役）とマイケル・スタール＝デヴィッドの起用が発表された。23日、スティーヴ・ハウィーがキャスト入りした。

### 撮影
2012年2月下旬、本作の主要撮影がニューハンプシャー州で始まった。

### 音楽
9月27日、トニー・モラレスが本作で使用される楽曲を手がけるとの報道があった。2014年6月10日、レイクショア・レコーズが本作のサウンドトラックとスコアアルバムを発売した。

## 公開・宣伝
2014年4月20日、本作はトライベッカ映画祭でプレミア上映された。また、ジョス・ウェドンはビデオメッセージを会場に送り、その中で「本作は今日からVimeoを通して配信されます」と突然発表した。Netflixなどのストリーミングサービスが一般的でなかった当時、全世界一斉配信という封切り形態は画期的な試みだった。28日、本作のオフィシャル・トレイラーが公開された。

## 評価
本作は批評家から好意的に評価されている。映画批評集積サイトのRotten Tomatoesには18件のレビューがあり、批評家支持率は61%、平均点は10点満点で6.1点となっている。